# Engelmann
Engelmann je priimek več znanih oseb:
- Bernt Engelmann (1921—1994), nemški pisatelj
- George Engelmann (1809—1884), ameriški zdravnik in botanik
- Hans Ulrich Engelmann (1921—2001), nemški skladatelj
- Rudolf Engelmann (1841—1888), nemški astronom
- Theodor Wilhelm Engelmann (1843—1909), nemški filozof
- Wilhelm Engelmann (1808—1878), nemški bibliograf